# Gastronomía de Sajonia-Anhalt

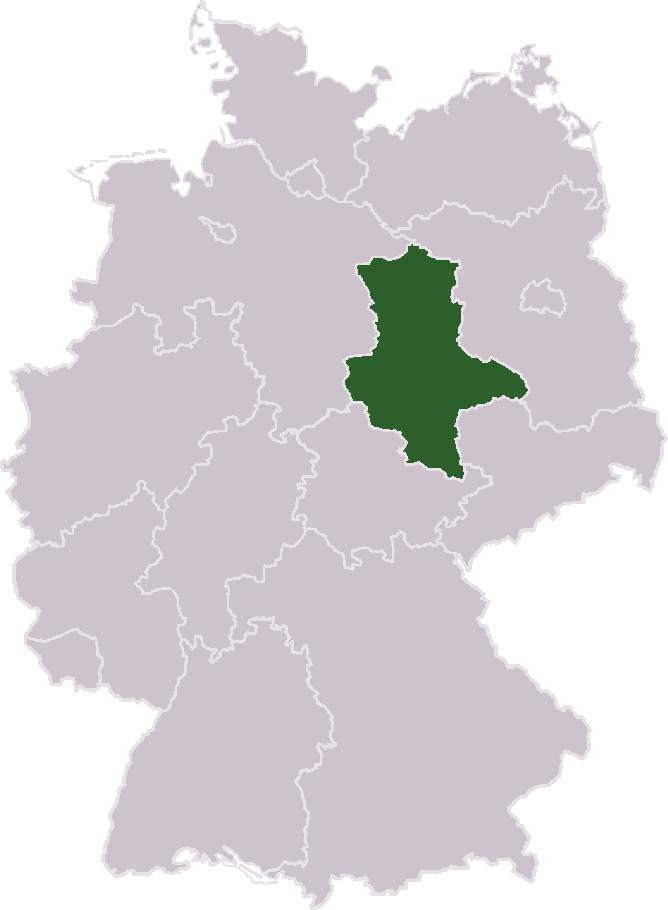
Sajonia-Anhalt en Alemania.

La gastronomía de Sajonia-Anhalt corresponde al conjunto de platos, artes culinarias y costumbres propias de las gentes del estado federado de Sajonia-Anhalt. La principal característica de esta comarca de Alemania es la calidad del suelo, que permite a la agricultura incluir en la cocina de la comarca diferentes ingredientes vegetales, siendo de destacar el Magdeburger Börde. Existe una gran variedad de verduras y legumbres, es muy habitual la remolacha azucarera. Las comarcas del norte de Sajonia-Anhalt, como Altmark, Fläming, Anhalt y Magdeburger Börde, agrupan un conjunto de especialidades culinarias muy similares a las de Baja Sajonia y Brandeburgo. En el Harz se elabora una cocina muy autóctona debido a las características geográficas y agrícolas de la zona. Algunos platos característicos son el Harzer Käse, así como diferentes especialidades de caza. En el sur del estado, la cocina se parece a la que se desarrolla en el estado vecino de Turingia.

## Platos conocidos y bebidas

### Bebidas
- Garley elaborada en la ciudad de Gardelegen - la marca más antigua de cerveza del mundo
- Hasseröder elaborada en la ciudad de Wernigerode
- Schierker Feuerstein es un aguardiente originario de la ciudad de Schierke en el Harz, ahora se produce en Baja Sajonia.
- Vino de Saale-Unstrut que elabora vinos blancos, así como un cava que denominan en la zona: Rotkäppchensekt (caperucita roja); no toda la producción se hace en la zona

### Pasteles y postres

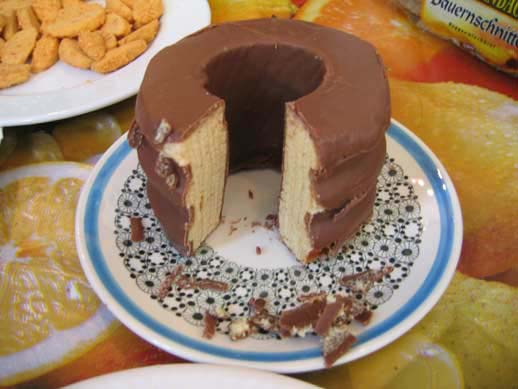
Baumkuchen.

- Halloren-Kugeln - procedente de la ciudad de Halle (Saale) donde se ubica la famosa fábrica de chocolates.
- Baumkuchen - pastel en forma de tubo, se cocina en un tubo rotatorio al fuego y al final se cubre con una capa de chocolate o azúcar; es una especialidad de Salzwedel en el Altmark y hoy en día se elabora el Harzer Baumkuchen que procede de Wernigerode.
- Zuckerkuchen - es una masa de pastel que se cocina al horno con azúcar y mantequilla, la mayoría de las veces se comercializa entero („Platte“) en lugar de venderse por trozos.
- Bienenstich - es una masa de pastel (trad. como picadura de abeja) que se elabora con miel, leche y almendras, la mayoría de las veces se comercializa entero („Platte“) en lugar de venderse por trozos.
- Streuselkuchen - es una especie de pastel elaborado con migas de la propia pasta, la mayoría de las veces se comercializa entero („Platte“) en lugar de venderse por trozos.
- „Burger Knäcke“ - pan crujiente de marca del Burgo de Magdeburgo.

### Platos
- Leckermäulchen - popular quark (queso) procedente de la ciudad de Weißenfels
- Harzer Käse - queso del Harz, muy conocido en la cocina alemana por su fuerte aroma. Existe en la zona otro queso similar, el Milbenkäse.
- Klump - plato elaborado con pasta que se suele poner encima de un guiso como si de una tapa se tratara; si la pasta se hace de levadura se denomina Hefeklump, y si se hace de patata: Kartoffelklump.
- Verdura diversa - similar a una minestrone, se suele emplear como acompañamiento.
- Salzkartoffeln y Pellkartoffeln - tipos de patata asadas al horno y servidas con mantequilla y Leberwurst o con cebolla finamente picada, sal, pimienta y aceite.
- Ostfälischer Kartoffelsalat - ensalada con vinagre, cebollas, perejil y otros condimentos que se sirve junto con un huevo frito.
- Süßsaure Linsensuppe - sopa agridulce de lentejas (con Blutwurst)
- Bratkartoffeln mit fettem Speck - patatas asadas con la propia grasa del beicon (Speck), se suelen servir con un huevo frito.
- Köthener Schusterpfanne - carne de cerdo asada con patatas y peras.
- Bauernfrühstück - desayuno del campesino con patatas asadas y una tortilla.
- Eier in Senfsauce - un huevo cocido en salsa de mostaza clara, se sirve con patatas
- Süßsaure Eier -  huevos escalfados en una salsa espesa a base de harina tostada en manteca, agua, vinagre, sal pimienta y azúcar, que se sirve con patatas cocidas.
- Brunkohl o „Braunkohl“ - muy similar al Grünkohlessen celebrado en invierno en las zonas de Baja Sajonia, el ingrediente estrella es el Grünkohl.
- Spargel - espárragos servidos con patatas; una especialidad de Altmark.
- Altmärker Hochzeitssuppe - sopa para bodas típica de Altmark, suele llevar los productos de la zona: pollo, verduras y espárragos.
- Frikassee - guiso de pollo o ternera servido con patatas cocidas
- Bötel mit Lehm und Stroh - plato elaborado con Eisbein (codillo asado), puré de guisantes y chucrut; una especialidad de Magdeburgo.
- Hühnerfrikassee mit Reisrand - carne de pollo guisada con nata y servida con un círculo de arroz.
- Lose Wurst - se denomina popularmente como "Tote Oma" (con cebolla picada y Grützwurst asado), se sirve con chucrut y Salzkartoffeln o con puré de patatas.
- Jehacktesstippe - especie de ragout de carne de cerdo servido con puré de patatas y pepinillos
- Klopse - variedad regional de las muy populares Klöße en la cocina alemana.
- Speckkuchen - literalmente pastel de beicon.
- Kohlrouladen - carne picada envuelta en hojas de col, se sirven con patatas.
- Hackepeter - carne picada servida con huevo, mostaza, cebolla, sal, pimienta y pan mezcla de centeno y trigo (Graubrot).
- Pottsuse -
- Surfleisch - llamado también Sauerfleisch, un guiso ácido con carne.
- Halberstädter Würstchen - procedentes de la Halberstadt: se trata de la primera salchicha que vendió en lata de conserva del mundo.
- Caza - procedente de Harz
- Pescado - del Arendsee en el Altmark.
- Heringsbrötchen - una especie de Brötchen con chucrut y filetes de arenque.
- Schmalzbrötchen - pan blanco con manteca untada y sal.
- Puddingsuppe - sopa de Pudding.
- Zwiebelkuchen - típico pastel de cebollas que se toma con la vendimia en septiembre.
- Grießbrei - servido con compota de manzanas y diversas frutas.
- Milchreis - arroz con leche servido con azúcar y canela o compota de manzana.
- Eierkuchen - pastel con masa de huevo servido con compota de manzana (Apfelmus) y azúcar.
- Kartoffelpuffer - patatas ralladas fritas servidas con compota de manzana (Apfelmus) y azúcar.

- Datos: Q882936
- Multimedia: Cuisine of Saxony-Anhalt / Q882936